# アブロ ランカスター PA474

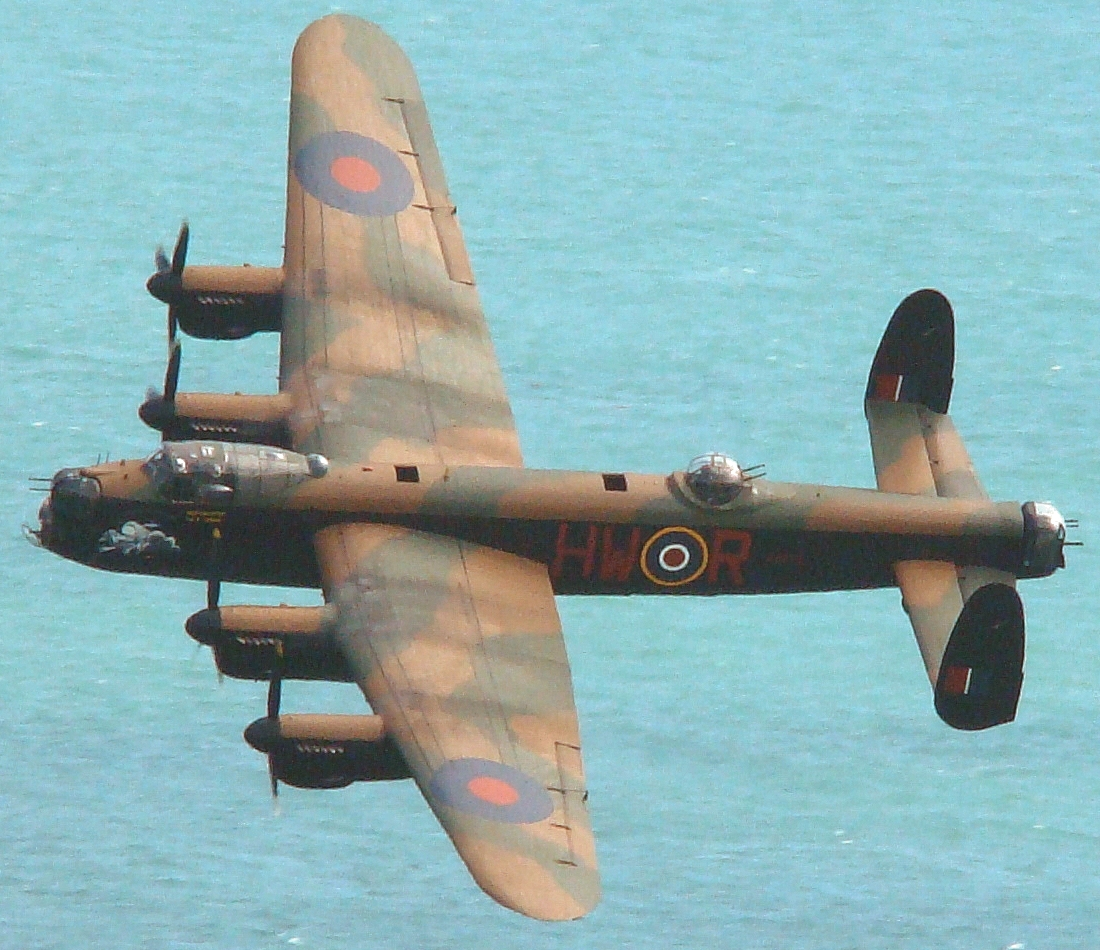
飛行中のPA474号機（2009年）

ランカスター PA474（Lancaster PA474）は、イギリス空軍が保有するランカスター B Mk.I爆撃機である。バトル・オブ・ブリテン記念飛行小隊に爆撃軍団の象徴として参加している。
現存するランカスター爆撃機のうち、飛行可能な状態で保存されているのは、イギリス空軍が保有するPA474号機とカナダ軍用機遺産博物館（CWH）が保有するMk.10MR FM213号機のみである。

## 歴史

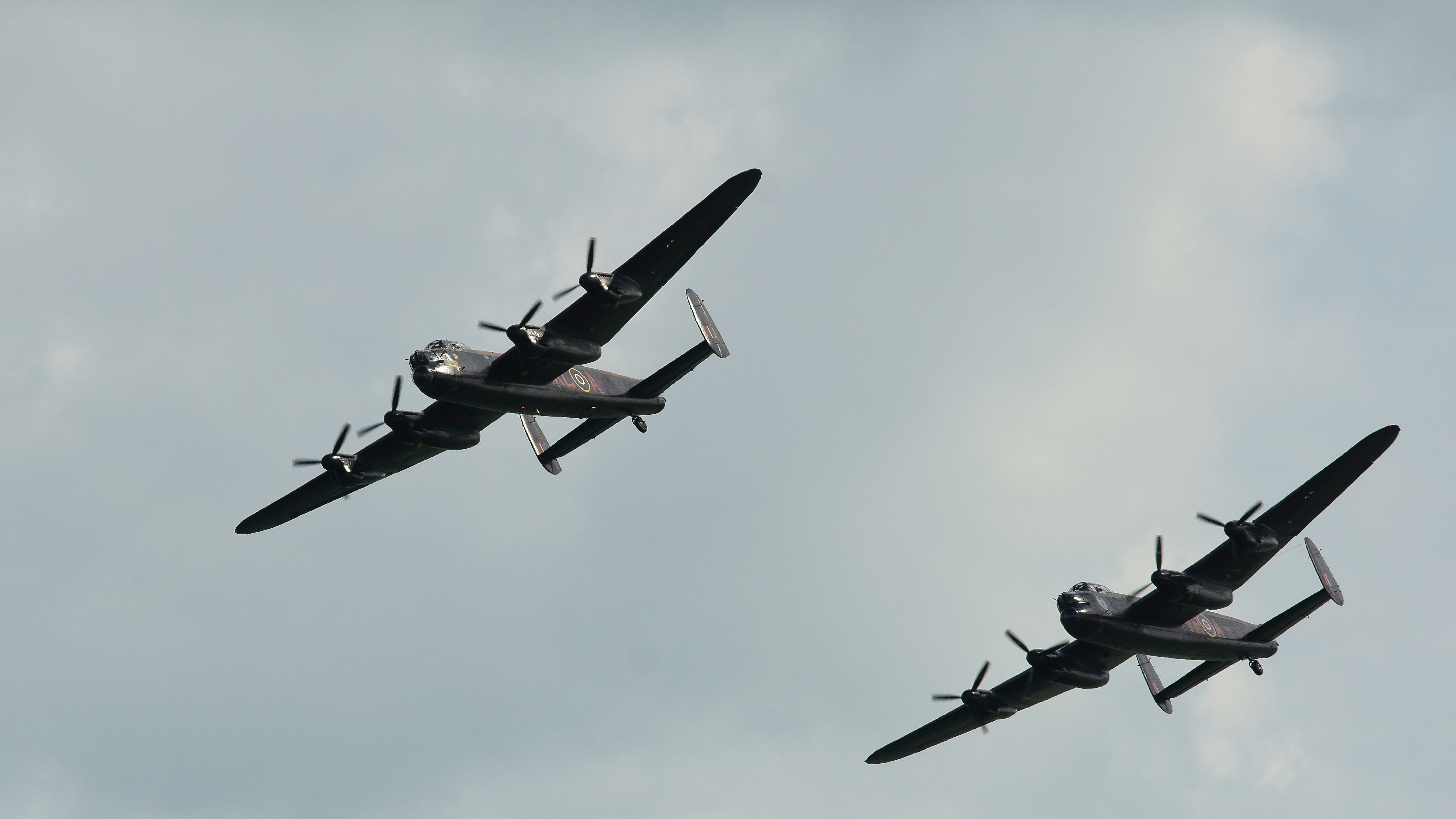
PA474号機と共に飛行するCWHのFM213号機（2014年）

PA474号機は、第二次世界大戦末期の1945年にチェスターからほど近いヴィッカース・アームストロング社ブロートン工場で製造され、タイガー・フォース（極東を活動地域とする戦略爆撃隊）に配属された。まもなくして日本が降伏して第二次世界大戦が終結し、PA474号機も任務を解かれた。その後、銃塔を取り外され、アフリカ東部および南部で活動する第82飛行隊に写真偵察機として配属された。
第82飛行隊での任務を終えたPA474号機はフライト・リフューリング社に貸し出され、無人航空機に改造された。同社が別のリンカーン爆撃機を入手すると、PA474号機は航空大学に譲られ、ハンドレページ社が開発した層流翼の試験に用いられた。この時、試験用の翼は機体後部の上面に垂直に取り付けられていた。
1964年、イギリス空軍博物館での展示を行う為、PA474号機は空軍歴史部に管理されることになる。この頃、映画『クロスボー作戦』（1965年）および映画『ナヴァロンの要塞』（1961年）に出演している。その後、第44飛行隊からの要請を受けてワディントン空軍基地に移され、戦時仕様への復元作業が施された。この際に前方および後方の機銃が再び取り付けられている。
1973年、バトル・オブ・ブリテン記念飛行小隊に配属される。1975年、アルゼンチンで発見されたランカスター爆撃機の中央銃塔がPA474号機に取り付けられた。1995年冬、機体寿命を延ばす為に翼の主けた（main spar）が新しいものに交換された。2015年5月7日、右外側エンジンから出火するも、コニングスビー空軍基地に無事着陸した。